# Mohammad Najibullah
Mohammad Najibullah Ahmadzai (Gardiz, 6 de agosto de 1947 - Cabul, 27 de setembro de 1996),  também conhecido como Dr. Najib, foi um médico e político afegão, presidente de seu país entre 1987 e 1992.
Com a invasão soviética do Afeganistão, foi promovido a diretor do KHAD, o equivalente a KGB afegã, em 1986, tornou-se secretário do Partido Democrático do Povo do Afeganistão (PDPA), e logo após presidente (1987-1992). Durante seu mandato, os soviéticos retiraram suas forças de ocupação, mas continuaram a apoiar seu regime econômica e militarmente. Assim, sua política se orientou na chamada "Reconciliação Nacional", que buscava acabar com a Guerra Civil Afegã através de negociações e concessões para os mujahidins, a quem concedeu anistia por seus crimes. Da mesma forma, a nova Constituição de 1990 transformou o país em um Estado islâmico, com a exclusão de todas as referências ao comunismo até então vigente.
No entanto, a dissolução da União Soviética, de cujo apoio dependia totalmente seu governo, e o apoio dos Estados Unidos aos fundamentalistas islâmicos, conduziram ao colapso do regime e sua derrubada. Desde então, viveu no exílio na sede da ONU em Cabul até 1996, quando os talibãs invadiram a capital afegã, castrando-o e o assassinando publicamente .